# Nazim Haqqani
 (septembre 2010).
Si vous disposez d'ouvrages ou d'articles de référence ou si vous connaissez des sites web de qualité traitant du thème abordé ici, merci de compléter l'article en donnant les références utiles à sa vérifiabilité et en les liant à la section « Notes et références ».
Mehmet Nâzım Adil, connu sous le nom de Sultan-al Awliya as-Sayyid Khwaja Mawlana Cheikh Muhammad Nazim Adil al-Haqqani al-Qubrusi an-Naqshbandi (Larnaca, Chypre, 23 avril 1922-7 mai 2014), était un chef et guide spirituel de l'Ordre soufi Naqshbandi. Il était le quarantième cheikh de la Chaîne d'Or remontant au Prophète Mahomet par Abou Bakr As-Siddiq, et le grand Mufti de Chypre.
Dans l'ordre soufi Naqshbandi-Haqqani, Cheikh Nazim a un khalifa (député): son fils aîné Cheikh Mehmet Adil al-Haqqani, qu'il a reconnu le 4 novembre 2011 comme appartenant à la Chaîne d'Or de l'Ordre Naqshbandi.
Il a également  bénéficié, depuis son investiture, de l'activité de deux représentants désignés par son maître, Grandsheikh Abdullah al Fa'iz ad-Daghestani, pour l'aider et le représenter dans le monde : le cheikh Hicham Kabbani et cheikh Adnan Kabbani. Les deux frères Kabbani ont été dès leur jeunesse sous la tutelle spirituelle de cheikh Abdallah al Fa'iz ad-Daghestani.

## Biographie
Cheikh Nazim Adil al Haqqani est né 1922 à Larnaca à Chypre. Il descend par son père de Cheikh Abd al Qadir al-Jilani (fondateur de la confrérie Qadiriyya) et par sa mère de Mawlana Jalal Ud Din Rumi (fondateur de la confrérie des Derviches tourneurs) Ses parents lui transmirent tous deux les ordres soufi auxquels ils étaient reliés.[réf. nécessaire] Son père lui transmit donc la Qadiriyya et sa mère la Mawlawiyya (Ordre Soufi des derviches tourneurs).
Cheikh Nazim étudia à Chypre jusqu'en 1940, date à laquelle il partit à l'université d'Istanbul pour compléter des études d'ingénieur en chimie. Il obtint également une ijaza (permission d'enseigner) de Cheikh Jamal Al-Lassouni dans les domaines de la loi musulmane et de la langue arabe. Pendant ses études d'ingénieur, Cheikh Nazim rencontra son premier maître spirituel, Cheikh Soulayman Arzouroumi de l'ordre Soufi Naqshbandi, qui lui enseigna les différentes méthodes d'éducation et de discipline spirituelle des ordres soufi Naqshbandiyya, Qadiriyya et Mawlawiyya. Cheikh Nazim étudia plusieurs années avec ce cheikh jusqu'à ce qu'il lui révèle : « Ô mon fils, celui qui porte tes secrets, ce n'est pas moi, mais mon maître spirituel, Cheikh Abd Allah al Fa'iz ad-Daghestani, qui vit à Damas et qui est reconnu comme le Maître de la Chaîne d'Or de notre temps ».
Cheikh Nazim partit donc pour Damas où il rencontra en 1945 son maître, Cheikh Abd Allah al Fa'iz ad-Daghestani qui l'éduqua spirituellement pendant près de 30 ans jusqu'à son décès en 1973. Avant sa mort, Cheikh Abd'Allah fit de Cheikh Nazim son successeur et il lui donna les secrets de La Chaîne d'or Naqshbandi, mais également l'autorisation d'enseigner dans six autres turuq : la Chishtiyya, Qadiriyya, Mawlawiyya, l'ordre Rifa'i, la Chadhiliyya et Badawiyya.
Durant son éducation spirituelle, Cheikh Nazim dut faire beaucoup de khalwa (isolement ou retraite spirituelle) dans différents endroits dont la durée variait de 40 jours à un an. Il fit notamment une retraite à Médine et également à Bagdad au tombeau de Cheikh Abd al Qadir al-Jilani.
Cheikh Nazim a écrit de nombreux ouvrages sur le soufisme et il a beaucoup voyagé dans le monde notamment en occident pour propager les enseignements d'amour, de paix et de tolérance qui sont l'essence même de l'islam traditionnel. Il lutte également activement contre toute forme d'extrémisme et d'intégrisme et participe aux dialogues interreligieux.
En 1996 et 1998, Cheikh Nazim se rendit aux États-Unis pour assister en tant qu'invité d'honneur à l'International Islamic Unity Conference, réunissant 6 000 personnes dont 160 savants musulmans parmi lesquels le Grand Mufti d'Égypte, le Grand Mufti de Russie et des dignitaires de Malaisie, Indonésie, du Moyen-Orient et d'Afrique.
En 2000, Il participe en tant que conférencier au sommet des chefs religieux et spirituels organisé par l'ONU.
En 2001, Cheikh Nazim, accompagné de son représentant et gendre Cheikh Hisham Kabbani et d'un large groupe d'étudiant, participe au 2001 Naqshbandi-Haqqani Eastern World Tour of the Muslim World, commençant en Ouzbékistan et se terminant au Pakistan en passant par le Japon, Singapour, l'Indonésie, la Malaisie et le Sri Lanka.
Cheikh Nazim résidait à Lefke dans la partie de Chypre occupée par les Turcs, où de nombreux disciples des quatre coins du monde lui rendaient visite pour bénéficier de sa sagesse et de ses enseignements.
Cheikh Nazim a été conferrée le titre du "Qayyum-e-Zaman" par le Hazrat Ishaan, L´Imam Supreme d´ordre Naqshbandienne.

## Silsila de Cheikh Nazim al Haqqani
Cheikh Nazim est donc le quarantième Cheikh de la chaîne d'or de l'ordre Soufi Naqshbandi qui remonte jusqu'à Mahomet.
Sa silsila, chaîne initiatique est la suivante :
1. Prophète Mahomet.
2. Abou Bakr As-Siddiq,
3. Salman al-Farsi,
4. Qassim ibn Mohammad ibn Abou Bakr
5. Jafar as-Sadiq,
6. Tayfour Abou Yazid al-Bistami,
7. Aboul Hassan Ali al-Kharqani,
8. Abou Ali al-Farmadi,
9. Abou Yaqoub Youssouf al-Hamadani,
10. Aboul Abbas, al-Khidr,
11. Abdoul Khaliq al-Ghujdawani,
12. Arif ar-Riwakri,
13. Khwaja Mahmoud al-Anjir al-Faghnawi,
14. Ali ar-Ramitani,
15. Mohammad Baba as-Samassi,
16. as-Sayyid Amir Koulal,
17. Mohammad Baha'ouddin Shah Naqshband,
18. Ala'ouddin al-Boukhari al-cAttar,
19. Ya'Qoub al-Charkhi,
20. Oubeydoullah al-Ahrar,
21. Mouhammad az-Zahid,
22. Darwish Mohammad,
23. Mohammad Khwaja al-Amkanaki,
24. Mohammad al-Baqi bi-l-Lah,
25. Ahmad al-Farouqi as-Sirhindi,
26. Mohammad al-Masoum,
27. Mohammad Sayfuddin al-Farouqi al-Moujaddidi,
28. as-Sayyid Nour Mohammad al-Badawani,
29. Shamsuddin Habib Allah,
30. Abdoullah ad-Dahlawi,
31. Khalid al-Baghdadi,
32. Ismail Mohammad ash-Shirwani,
33. Khas Mohammad Shirwani,
34. Mouhammad Effendi al-Yaraghi,
35. Jamalouddin al-Ghumuqi al-Houseyni,
36. Abou Ahmad as-Sughuri,
37. Abou Mouhammad al-Madani,
38. Sharafuddin ad-Daghestani,
39. Abd Allah al-Fa'iz ad-Daghestani,
40. Mohammed Nazim Adil al-Haqqani,